# Једна Кина
Концепт Једне Кине има различита тумачења. Народна Република Кина (НРК) слиједи „Принцип Једне Кине”. Република Кина (РК) подијељена је око концепта. Двије главне политике странке у земљи имају различито схватање концепта. Куоминтанг подржава концепт „Једна Кина, Република Кина”, док Демократска прогресивна партија жели да се одрекне идеје „Једне Кине”. У ствари постоји пет различитих тумачења концепта.
„Принцип Једне Кине” је принцип који инсистира на томе да су Тајван и копнена Кина неотуђиви дијелови јединствене „Кине”. Измијењени облик принципа „Једне Кине” који је познат као „Консензус 1992. године” тренутна је политика Владе НР Кине, а понекад и политика Владе Р. Кине, у зависности од тога која је политичка партија на власти. Под овим „консензусом”, обје владе се „слажу” да постоји само једна суверена држава која има суверенитет над копненом Кином и Тајваном, али се не слажу око тога које су од те двије владе легитимна влада ове државе. Слична ситуација је постојала са Сједињеним Државама и Совјетским Савезом 1949—1991, са Западном и Источном Њемачком 1949—1972, са Сјеверним и Јужним Вијетнамом 1955—1975, са Сјеверним и Јужним Јеменом 1967—1990. и постоји и данас са Израелом и Палестином, са Јужном и Сјеверном Корејом, али таква ситуација се никада није десила са Републиком Ирском и Сјеверном Ирском или са Суданом и Јужним Суданом.
Принципу „Једне Кине” противе се присталице покрета независности Тајвана, које се залажу за оснивање „Републике Тајван” и култивишу посебан идентитет одвојен од Кине познат као „тајванизација”. Утицај тајванизације на Владу Р. Кине проузроковао је нестабилност (што може бити предмет расправе, у зависности од легитимности Тајвана као ентитета одвојеног од НРК): након што је Комунистичка партија Кине протјерала Владу Р. Кине у Кинеском грађанском рату са већине кинеске територије 1949. и основала НР Кину, кинеска националистичка влада Р. Кине, која је још увијек држала Тајван, наставила је да тврди како има легитимитет као влада цијеле Кине. За вријеме предсједника Лија Денгхуеја, у Устав Републике Кине су 1991. године додати чланци који ће се ефикасно примјењивати само на подручје Тајвана до националног уједињења. Међутим, предсједник Ма Јингђу поново је потврдио претендовања на копнену Кину 8. октобра 2008. године.
Инсистирање КПК на принципу „Једне Кине” довела је до тога да све мањи број људи на другој страни мореуза себе сматра Кинезима.